# Карасі (Юргамиський район)
Карасі́ (рос. Караси) — село у складі Юргамиського району Курганської області, Росія. Адміністративний центр Карасинської сільської ради.
Населення — 611 осіб (2010, 795 у 2002).